# Acerella
Acerella es un género en Protura de la familia Acerentomidae.

## Especies
- Acerella filisensillatus (Gisin, 1945)
- Acerella montana Martynova, 1970
- Acerella muscorum (Ionesco, 1930)
- Acerella remyi (Condé, 1944)
- Acerella sharovi Martynova, 1977
- Acerella tiarnea Berlese, 1908